# Robert van Courtenay
Robert van Courtenay (1201 - 1228) was Latijns Keizer van Constantinopel. Zijn regering werd als besluiteloos gekenmerkt.

## Biografie
Robert van Courtenay was een jongere zoon van keizer Peter II van Courtenay en diens vrouw Yolande van Henegouwen. Na de dood van zijn vader in 1219 werd zijn moeder kortstondig regent tot aan haar eigen overlijden later dat jaar. Zijn oudere broer Filips II van Namen weigerde de keizerlijke troon en gaf zijn rechten op voor zijn jongere broer Robert. Op 25 maart 1221 werd hij gekroond tot Latijns Keizer. Hij werd vervolgens verloofd met Sophia Eudokia Laskarina, de dochter van de Byzantijnse keizer Theodoros II Laskaris.
Gedurende zijn keizerschap verloor het Latijnse Keizerrijk grote stukken van zijn grondgebied aan zijn Griekse concurrenten. In een poging Serres te veroveren en de broers van Theodoros II Laskaris te steunen in hun strijd tegen Johannes III Doukas Vatatzes splitste Robert in 1224 zijn leger op, maar nadat Vatatzes in de Slag bij Poimanenon de Laskaris-strijdkrachten had verslagen werd het beleg van Serres van afgebroken. Vatatzes had na zijn overwinning een groot deel van het Latijnse Anatolië kunnen veroveren. Aan het einde van dat jaar gaven ook de Latijnen in Thessalonika zich over aan Theodoros Komnenos Doukas. Het jaar daarop ging Adrianopel verloren aan de Byzantijnen.
Door de snel oprukkende Theodoros Komnenos Doukas sloot Robert een verbond met Vatatzes en Ivan Asen II van Bulgarije. In de tussentijd had Robert Eudokia verstoten voor zijn Franse minnares, de Vrouwe van Neufville, die al verloofd was met een Bourgondische baron. De Bourgondiër leidde daarop een opstand tegen de keizer die daarop naar Rome vluchtte. Paus Gregorius IX overtuigde hem ervan om terug te keren naar Constantinopel, maar onderweg overleed Robert van Courtenay in Morea. Hij werd opgevolgd door zijn jongere broertje Boudewijn II van Constantinopel en zijn zus Maria van Courtenay die diende als regent.

## Voorouders
| Voorouders van Robert van Courtenay (1201-1228) | Voorouders van Robert van Courtenay (1201-1228)                                 | Voorouders van Robert van Courtenay (1201-1228)                                 | Voorouders van Robert van Courtenay (1201-1228)                               | Voorouders van Robert van Courtenay (1201-1228)                               | Voorouders van Robert van Courtenay (1201-1228)                               | Voorouders van Robert van Courtenay (1201-1228)                               | Voorouders van Robert van Courtenay (1201-1228)                               | Voorouders van Robert van Courtenay (1201-1228)                               |
| ----------------------------------------------- | ------------------------------------------------------------------------------- | ------------------------------------------------------------------------------- | ----------------------------------------------------------------------------- | ----------------------------------------------------------------------------- | ----------------------------------------------------------------------------- | ----------------------------------------------------------------------------- | ----------------------------------------------------------------------------- | ----------------------------------------------------------------------------- |
| Overgrootouders                                 | Lodewijk VI van Frankrijk (1081-1137) ∞ 1115 Adelheid van Maurienne (1092-1154) | Lodewijk VI van Frankrijk (1081-1137) ∞ 1115 Adelheid van Maurienne (1092-1154) | Reinout van Courtenay (1110-1161) ∞ Helena van Donjon (-)                     | Reinout van Courtenay (1110-1161) ∞ Helena van Donjon (-)                     | Boudewijn IV van Henegouwen (1110-1171) ∞ 1127 Aleidis van Namen (1110-1169)  | Boudewijn IV van Henegouwen (1110-1171) ∞ 1127 Aleidis van Namen (1110-1169)  | Diederik van de Elzas (1100-1168) ∞ 1139 Sybille van Anjou (1116-1165)        | Diederik van de Elzas (1100-1168) ∞ 1139 Sybille van Anjou (1116-1165)        |
| Grootouders                                     | Peter I van Courtenay (1126-1183) ∞ 1150 Elisabeth van Courtenay (1127-1205)    | Peter I van Courtenay (1126-1183) ∞ 1150 Elisabeth van Courtenay (1127-1205)    | Peter I van Courtenay (1126-1183) ∞ 1150 Elisabeth van Courtenay (1127-1205)  | Peter I van Courtenay (1126-1183) ∞ 1150 Elisabeth van Courtenay (1127-1205)  | Boudewijn de Moedige (1150-1195)) ∞ 1139 Margaretha van de Elzas (1145-1194)  | Boudewijn de Moedige (1150-1195)) ∞ 1139 Margaretha van de Elzas (1145-1194)  | Boudewijn de Moedige (1150-1195)) ∞ 1139 Margaretha van de Elzas (1145-1194)  | Boudewijn de Moedige (1150-1195)) ∞ 1139 Margaretha van de Elzas (1145-1194)  |
| Ouders                                          | Peter II van Courtenay (1167-1219)) ∞ 1193 Yolande van Henegouwen (1175-1219)   | Peter II van Courtenay (1167-1219)) ∞ 1193 Yolande van Henegouwen (1175-1219)   | Peter II van Courtenay (1167-1219)) ∞ 1193 Yolande van Henegouwen (1175-1219) | Peter II van Courtenay (1167-1219)) ∞ 1193 Yolande van Henegouwen (1175-1219) | Peter II van Courtenay (1167-1219)) ∞ 1193 Yolande van Henegouwen (1175-1219) | Peter II van Courtenay (1167-1219)) ∞ 1193 Yolande van Henegouwen (1175-1219) | Peter II van Courtenay (1167-1219)) ∞ 1193 Yolande van Henegouwen (1175-1219) | Peter II van Courtenay (1167-1219)) ∞ 1193 Yolande van Henegouwen (1175-1219) |